# Eurytoma plotnikovi
Eurytoma plotnikovi är en stekelart som beskrevs av Nikol'skaya 1934. Eurytoma plotnikovi ingår i släktet Eurytoma och familjen kragglanssteklar.
Artens utbredningsområde är:
- Grekland.
- Iran.
- Israel.
- Turkmenistan.
- Tunisien.
- Tadzjikistan.

Inga underarter finns listade i Catalogue of Life.